# El Petatillo
El Petatillo är en ort i Mexiko.   Den ligger i kommunen Pisaflores och delstaten Hidalgo, i den sydöstra delen av landet, 200 km norr om huvudstaden Mexico City. El Petatillo ligger 807 meter över havet och antalet invånare är 178.
Terrängen runt El Petatillo är bergig söderut, men norrut är den kuperad. Runt El Petatillo är det ganska tätbefolkat, med 90 invånare per kvadratkilometer. Närmaste större samhälle är Chapulhuacán, 16,0 km öster om El Petatillo. I omgivningarna runt El Petatillo växer i huvudsak städsegrön lövskog.